# Монговоне (Асти)
Монговоне је насеље у Италији у округу Асти, региону Пијемонт.
Према процени из 2011. у насељу је живело 81 становника. Насеље се налази на надморској висини од 198 м.